# Futbol Sala Valdepeñas
El Club Deportivo F.S. Ciudad del Vino Valdepeñas, conegut com Viña Albali Valdepeñas per questions de patrocinis, és un equip de Valdepeñas, Ciudad-Real (Castella-La Mancha) que, actualment, juga a Primera Divisió de la LNFS. El club va ser creat com entitat esportiva pròpia l'any 2003 i competeix sota el nom de F.S.Valdepeñas des de la temporada 2002-2003. La temporada 2005-2006 van aconseguir el primer ascens a Segona Divisió de la LNFS i l'any 2018 va continuar amb la seva escalada i van aconseguir pujar a Primera Divisió.

## Història
L'any 2002, un grup de persones aficionades al futbol sala van decidir emprendre l'aventura d'obrir el marc de l'esport a la ciutat amb la creació d'aquest club. Van començar participant en l'antiga 1a Nacional B (l'actual 3a Divisió) i amb una base formada per jugadors locals. En només dues temporades van aconseguir ascendir fins a 1a Nacional A (l'actual 2a Divisió ‘B’). L'ambició del club per continuar creixent, sumat al gran suport social que començava a acumular, va fer somiar amb l'ascens fins a la Divisió de Plata de la Lliga Nacional de Futbol Sala (l'actual 2a Divisió LNFS), fet que es va consumar en la temporada 2005-2006.
El primer pas pel segon graó nacional del futbol sala va ser curt però intens, una dura temporada que va servir de lliçó per al que veuríem uns anys més tard. Després de set temporades lluitant per tornar a l'elit del futbol sala espanyol, en la campanya 2013-2014, després d'un agònic empat, el llavors denominat Massey Ferguson F.S. Valdepeñas, va aconseguir tornar a ascendir a la 2a Divisió en la localitat madrilenya de Torres de la Alameda, i va ser campió del grup IV de 2a Divisió ‘B’. En les següents tres temporades a 2a Divisó, el Massey Ferguson / Cellers Fernando Castro F.S. Valdepeñas va jugar els playoffs d'ascens a 1a Divisió (temporades 2014-2015, 2015-2016 i 2016-2017), tot i que tots els anys van caure a la primera eliminatòria.
En la següent campanya, la 2017-2018, el club blavós va aconseguir el seu somni. El 14 d'abril de 2018, després d'un any molt complicat, el futbol sala de Valdepeñas signaria amb lletres d'or el seu ascens a la Primera Divisió. Esdeveniment històric després de guanyar l'UMA Antequera per 4-1, i portar el goig a les graderies i als carrers de la ciutat del vi. Un dels pilars bàsics sobre el qual es va consolidar aquest ascens, va ser l'afició, coneguda com la ‘Marea Azulona’. Aquesta, ha rebut en tres ocasions el guardó a la millor afició de 2a Divisió (temporades 2014-2015, 2016-2017 i 2017-2018).
Amb l'arribada a la Primera Divisió en la temporada 2018-2019, el F.S. Valdepeñas va passar a anomenar-se Viña Albali Valdepeñas, després de l'entrada Félix Solís Avantis com a principal patrocinador. En la seva primera temporada a la màxima categoria, el Viña Albali Valdepeñas va aconseguir la salvació en l'última jornada davant del Naturpellet Segòvia. En la segona campanya en l'elit, l'equip de la Ciutat del Vi va aconseguir dos històrics subcampionats, en la Copa d'Espanya i en el PlayOff pel Títol de Lliga.

## Palmarès
- Campió de Segona Divisió "B" i ascens a Segona Divisió (1): 2013/14.
- Campió Trofeu JCCM (1): 2017/18
- Campió de la Copa Diputació de Ciutat Reial (3): 2017/18, 2018/19 i 2019/20